# HHIP
HHIP‏ (Hedgehog interacting protein) هوَ بروتين يُشَفر بواسطة جين HHIP في الإنسان.